# Leonardo III Tocco
Leonardo III Tocco (ur. przed 1448, zm. ok. 1495 w południowej Italii) – ostatni hrabia Kefalenii i Arty.

## Życiorys
Rządził na Wyspach Jońskich i nad resztkami ziem Despotatu Epiru. Utracił swoje ziemie na rzecz Turków w 1479 roku. Ostatnią twierdzą epirocką, która dostała się w ręce tureckie, była Vonitza. Udał się na wygnanie do Neapolu. Jego synem był Karol III Tocco.